# 国道32号

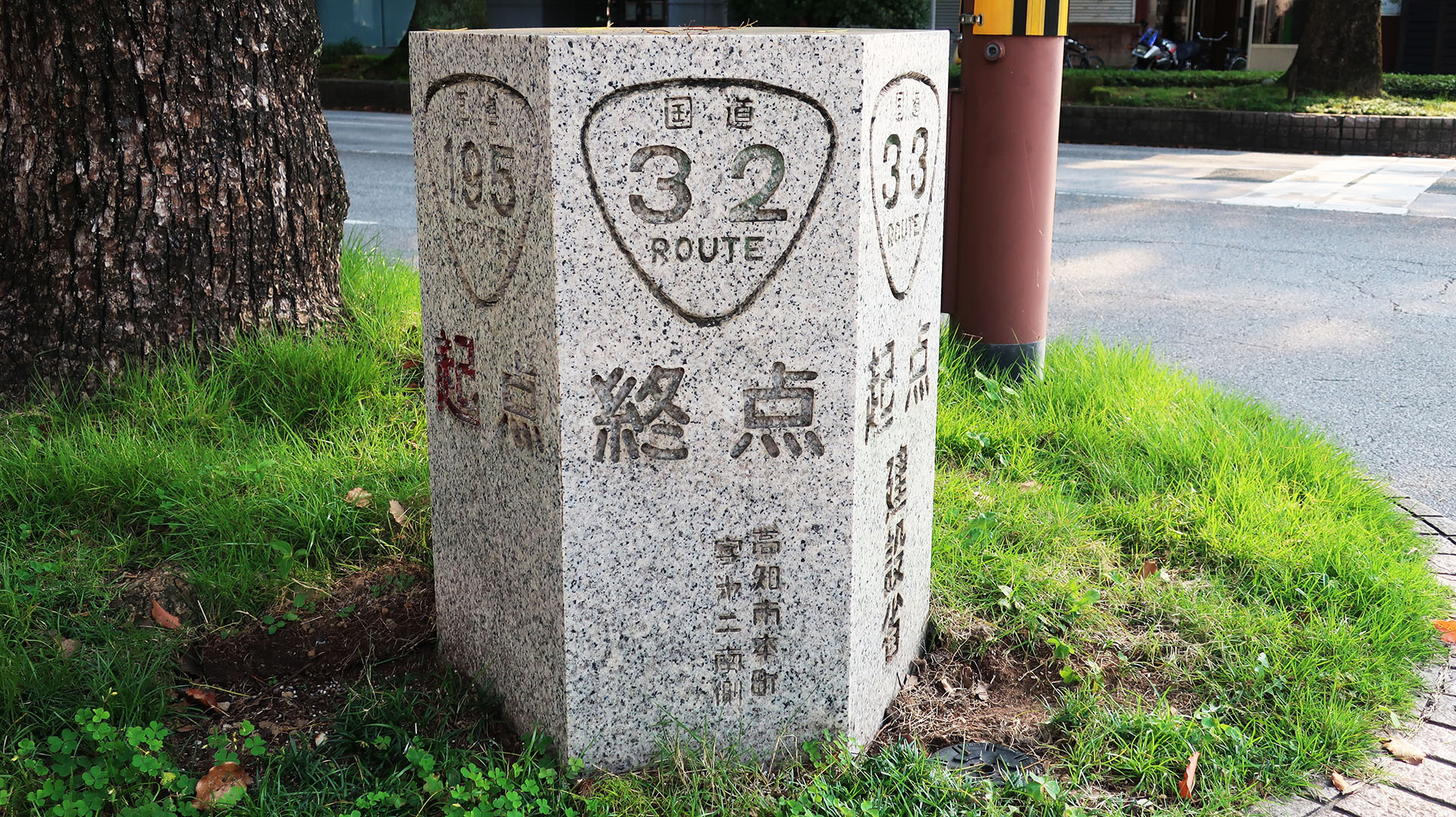
高知市 道路元標
国道32号 終点
高知県高知市 県庁前交差点

国道32号（こくどう32ごう）は、香川県高松市から高知県高知市に至る一般国道である。

## 概要

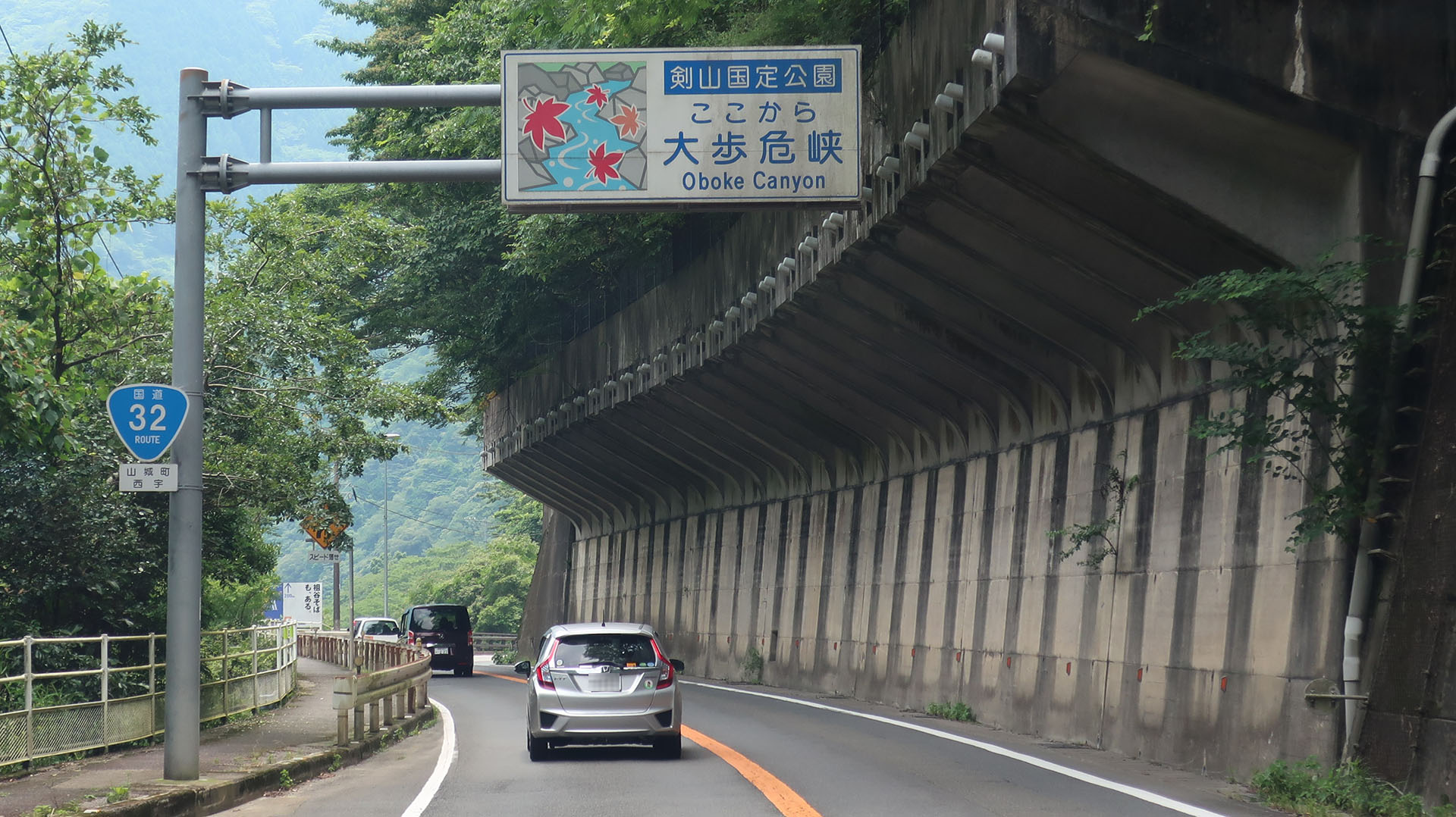
徳島県三好市山城町
（2020年7月撮影）

高松市の中新町交差点から高知市の県庁前交差点にかけて、四国の中東部を斜めに横切るように南北に横断する都市間幹線道路で、高知県を通る一般国道の中では最も小さい番号をもつ路線である。総延長約137キロメートル (km) 、実延長約133 kmあり、高松市の起点・中新町交差点から国道11号分岐・峰山口交差点間の3.8 km区間は、国道11号と道路を重用する。路線全線が、国土交通大臣が維持管理を行う指定区間に指定されている。起点・香川県高松市側からの主な通過地は、綾歌郡綾川町、丸亀市綾歌町、仲多度郡まんのう町、三豊市財田町、徳島県三好市、高知県長岡郡大豊町、香美市土佐山田町繁藤、南国市である。起終点がある両端部は平地を走るが、国の名勝に指定されている大歩危・小歩危が沿線にあるように、四国山地の険しい地形の場所を通過しており、旧一級国道の路線としては、最も走りづらい部類に入る。
なお、国道32号では東南海・南海地震時発生等における被災状況等の把握のため、徳島県側の徳島県三好市池田町白地から県境を通って高知県側の南国市明見までの区間で、ヘリコプターから視認できる対空標示（道路の起点からの距離を示すキロ程の数字）が国道路面に記されている（交差点やトンネル内などを除く）。

### 路線データ
一般国道の路線を指定する政令 に基づく起終点および重要な経過地は次のとおり
- 起点：高松市（中新町交差点 = 国道11号上、国道30号・国道436号・香川県道43号中徳三谷高松線旧道・香川県道155号牟礼中新線終点、国道193号・国道492号・香川県道33号高松善通寺線起点）
- 終点：高知市（県庁前交差点 = 国道33号・国道56号・国道194号・国道195号・国道197号・国道493号起点、国道55号終点）
- 重要な経過地：香川県綾歌郡綾歌町[注釈 2]、同県仲多度郡琴平町、同郡仲南町[注釈 3]、徳島県三好郡井川町[注釈 4]、同郡池田町[注釈 4]、同郡山城町[注釈 4]、高知県長岡郡大豊町、南国市
- 総延長 : 136.7 km（徳島県 36.2 km、香川県 42.9 km、高知県 57.6 km）重用延長を含む[4][注釈 5]
- 重用延長 : 3.8 km（徳島県 - km、香川県 3.8 km、高知県 - km）[4][注釈 5]
- 未供用延長 : なし[4][注釈 5]
- 実延長 : 132.9 km（徳島県 36.2 km、香川県 39.1 km、高知県 57.6 km）[4][注釈 5]
  - 現道 : 132.9 km（徳島県 36.2 km、香川県 39.1 km、高知県 57.6 km）[4][注釈 5]
  - 旧道 : なし[4][注釈 5]
  - 新道 : なし[4][注釈 5]
- 指定区間：高松市中新町11番1 - 高知市本町五丁目144番（全線）[5]

## 歴史
- 1885年（明治18年） - 内務省告示第6号「國道表」では、国道32号「東京ヨリ高知縣ニ達スル路線」現1号、2号経由、岡山で分岐し下津井 - 丸亀は航路）として指定された。丸亀で、松山へ向かう31号、高松へ向かう50号と分岐していた。
- 1920年（大正9年）4月 - 内務省告示第28号施行の旧道路法に基づく路線認定では、四国に達する国道は下津井丸亀航路経由から宇高航路（宇野 - 高松）経由に変更された。それに伴い、旧32号は高松を経由して高松 - 竜川村（現・善通寺市）は現在の香川県道33号高松善通寺線のルートをとり竜川から南進する国道23号「東京市ヨリ高知縣廳所在地ニ達スル路線」となって、竜川で松山への24号が分岐するかたちとなった。
- 1952年（昭和27年）12月4日 - 新道路法に基づく路線指定で、一級国道32号（香川県高松市 - 高知県高知市）として指定された。旧24号にあたる国道11号松山方面とは継続して竜川村で分岐するようになっていた。
- 1965年（昭和40年）4月1日 - 道路法改正によって一級・二級の階級別がなくなり一般国道32号となった。
- 1970年（昭和45年）4月1日 - 高松市 - 仲多度郡琴平町の経路が高松琴平電気鉄道琴平線沿いの琴平街道（旧・主要地方道高松琴平豊浜線）に変更され、同時に旧道の善通寺市（旧・竜川村） - 琴平町は国道319号に変更された。現在は、そのルートも円座バイパスや綾南・綾歌・満濃バイパスの開通によりほとんどが県道に変更され、琴平町も町域外を迂回するかたちとなっている。
- 2015年（平成27年） - 香川県琴平町以北にあるすべての旧道区間が、国道32号の指定を外れ、栗熊駅前後など丸亀市道を除く旧道の区間が、香川県道282号高松琴平線の単独区間となった[注釈 6][6]。
- 2021年（令和3年）4月1日 - 猪ノ鼻道路と並行する現道だった部分が国道32号の指定を外れ、香川県道・徳島県道5号観音寺池田線、徳島県道267号白地州津線それぞれの単独区間となる[7]。

### 工事概要
- 1886年（明治19年）、丸龜 - 高知 - 松山間約270 kmの改修工事（四国新道）が開始された。この工事は、香川県議会議員の大久保諶之丞が私財を投じて進められたものである。改修工事は、香川県、徳島県内は1890年（明治23年）3月に竣工し、高知県内が竣工したのは1894年（明治27年）である。
- 戦後になると国道32号はその歴史的経緯、重要性から国道33号と共に瀬戸内側と太平洋側を結ぶ「Vルート」と呼ばれ、国直轄による改築工事が開始された。
- 1958年（昭和33年）8月善通寺市内改良を皮切りに香川県内の一次改築に着手[8]。
- 1959年度（昭和34年度）より高知・徳島県内でも一次改築を開始[9]。4月、徳島県三好市内改良工事、藤川橋施工に着手。8月には南国市と高知市境の逢坂峠の改良工事に着手。
- 1960年（昭和35年）高知県南国市岡豊地区の舗装、大豊町大杉・板木野地区の改良工事に着手。
- 1961年（昭和36年）3月、高知県逢坂峠改良完了[9]。4月、香美郡土佐山田町根曳・天坪地区の改良工事着手。高知市街の東入口である薊野 - 北本町間の交通混雑解消を目的に、四国初の二次改築道路「東高知バイパス」（通称薊野バイパス、現高知県道384号）に着手。
- 1962年（昭和37年）徳島県内猪ノ鼻峠の改良工事に着手。高知県豊永地区改良着手[10]。
- 1964年（昭和39年）6月、琴平バイパス着手[8]。7月、猪之鼻隧道完成[9]。8月、三好郡山城町「現三好市」川口地区改良着手。
- 1965年（昭和40年）3月、根曳峠改良完了。根曳峠は、香美郡土佐山田町「現香美市」と南国市の境にある標高395 m平均5.2%の急勾配が続く。山岳道路には珍しく橋梁等もなく土工のみの工事で総土工量は、100万m3に達した[10]。9月、香川県側猪ノ鼻峠の改良完了[9]。
- 1966年（昭和41年）8月、琴平町内舗装工事を最後に香川県内の一次改築完了[11]。11月、徳島県側の猪ノ鼻峠の改良完了。12月、大歩危・小歩危地区の改良完了[12]。
- 1967年（昭和42年）1月、東高知バイパス（薊野バイパス）完成[13]。徳島県川口地区改良完了で徳島県内の一次改築がほぼ完了。6月、大豊町大杉地区を最後に高知県内の一次改築が完了。8月、Vルート完成式を高知市内で挙行[13]。
- 1968年（昭和43年）3月徳島県内の一次改築が完了[14]。
- 1969年（昭和44年）池田バイパス着手[14]。
- 1972年（昭和47年）4月、綾南・綾歌・満濃バイパス綾南工区着手[11]。
- 1973年（昭和48年）3月、池田大橋着手。
- 1976年（昭和51年）3月、池田大橋完成[15]。
- 1977年（昭和52年）3月、池田バイパス完成供用[15]。

### 災害について
32号は、急峻な山間部を通行することより土砂災害を受けている。主なものを記載する。
- 1966年（昭和41年）5月23日に高知県大豊村[注釈 7] 小川で土砂崩れ発生17日間通行止め[16]。
- 1972年（昭和47年）7月5日に高知県土佐山田町[注釈 8] 繁藤で昭和47年7月豪雨により山崩れ発生、崩土量10万m3、死者60名、20日間通行止め[13]。詳しくは繁藤駅を参照。
- 1974年（昭和49年）9月9日に徳島県三好郡池田町白地およびイタノ地区において、道路に陥没等により全面通行止めとなり、簡易組み立て橋梁により復旧した[17]。
- 1987年（昭和62年）7月14日に徳島県山城町[注釈 4]下名で台風5号による豪雨のため土石流発生、吉野川に落下した車両も含め4台が被災、6日間通行止め[18]。
- 1993年（平成5年）10月9日に徳島県山城町[注釈 4]西宇大歩危で法面崩壊発生、崩土量700 m3。30日間通行止め[17]。
- 1998年（平成10年）9月25日に高知県大豊町戸手野で法面崩壊発生12日間通行止め、通行止めにより高知自動車南国 - 大豊間が無料通行措置となった[19]。
- 1999年（平成11年）7月29日に高知県大豊町日浦で路面崩壊発生16日間通行止め。
- 2004年（平成16年）8月2日に台風10号の降雨により高知県大豊町大久保で路面崩壊発生3日間通行止め[20]。
- 2004年（平成16年）12月6日22時50分頃大雨等により香川県三豊郡財田町「現三豊市」[注釈 9] 財田上で法面崩壊発生[21]。12月11日24時に片側交互通行開始[22]。
- 2014年（平成26年）8月5日に高知県大豊町寺内で地すべりの恐れにより7日間通行止め、通行止めにより高知自動車大豊 - 徳島道・井川池田IC間が無料通行措置となった[23]。

### 旧道
- 香川県道266号勅使室新線
- 香川県道282号高松琴平線
- 丸亀市道23217号大縄咲屋線

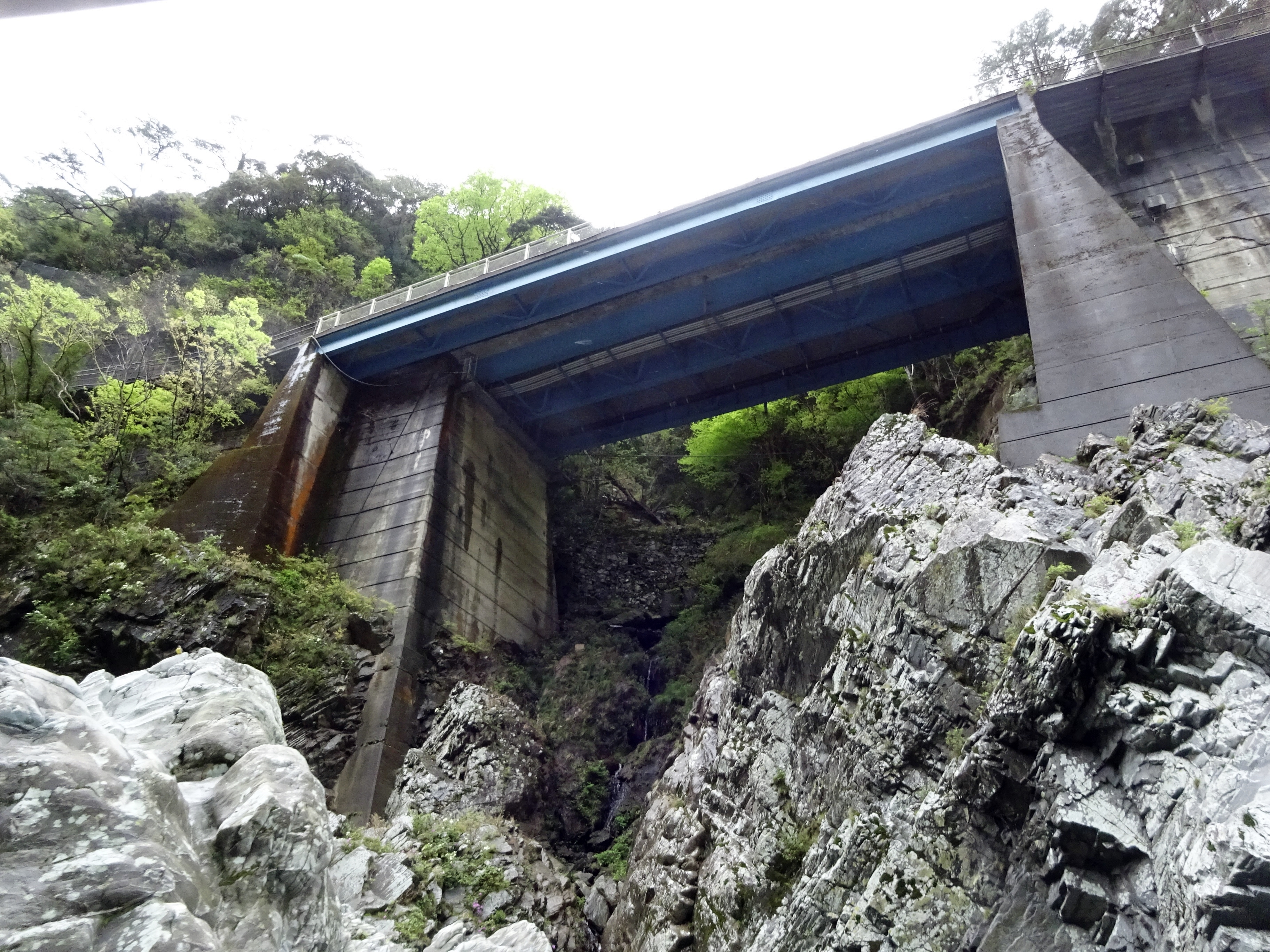
現橋の奥にある国道32号旧道の石積み

- 国道319号（善通寺市よりまんのう町まで）
- 香川県道・徳島県道5号観音寺池田線（猪ノ鼻峠の手前から三好市内の区間）
- 高知県道384号北本町領石線

## 路線状況

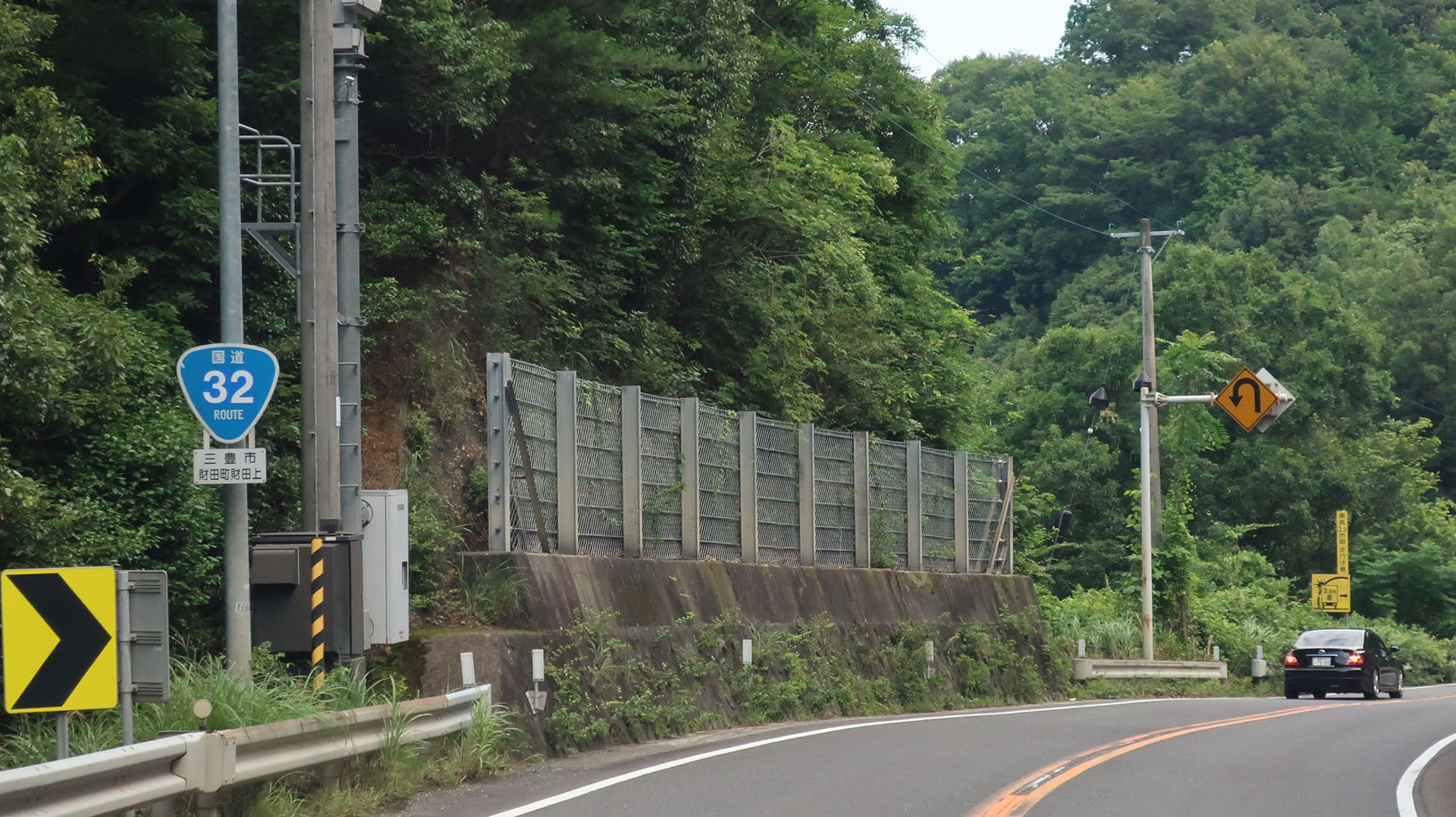
香川県三豊市財田町
(2020年7月撮影)

国道32号は高松市の中新町交差点が起点である。ここから峰山口交差点までは、国道11号との重複区間であり、案内標識に国道32号の表記は無い。11号との重複区間は高松市のメインストリートである高松中央通りや上天神町交差点を通過しているため、交通量が非常に多い。峰山口交差点で11号と別れた後も、仲多度郡まんのう町までは円座バイパス、綾南・綾歌・満濃バイパスとして4車線整備されており、讃岐平野を通る平坦な道が続く。
まんのう町の買田東交差点で4車線区間が終わると、ここから徳島県三好市までは南進して讃岐山脈を横断する山道となる。香川県三豊市と徳島県三好市の県境にある猪ノ鼻峠の猪之鼻隧道付近から三好市池田町州津の徳島県道12号鳴門池田線との交差点までの区間は上って下っての非常に急カーブが多い道路だったが、この区間は2020年（令和2年）12月にバイパス・猪ノ鼻道路が開通した。
三好市池田町州津から井川池田インターチェンジまでの区間は、吉野川北岸を西進し四国中央橋で吉野川を渡る。南岸の井川池田インターチェンジ前交差点で国道192号と合流。そこから再び西進し、三好市池田町街の北側を通過する。192号との重複区間の案内標識は32号と192号の両方が併記されている。
池田大橋で池田ダム湖を渡り、その西詰で192号と別れてから高知県南国市までは四国山地を横断する。三好市池田町白地から高知県香美市土佐山田町繁藤まではJR四国土讃線同様、吉野川や支流の穴内川を沿うように通る。この区間の三好市には大歩危、小歩危があり、大豊町には日本一の大杉とされる「杉の大杉」や国宝の豊楽寺薬師堂がある。一方でこの区間は四国有数の多雨、地滑り、落石地帯であり、交通規制が行われることがある。
香美市土佐山田町繁藤から南国市領石までの間は再びカーブが多くなり、特に南国市山間部の根曳峠は急カーブが非常に多い。根曳峠をすぎると高知平野に入り、ここからは4車線道路になる。南国市街を西に逸れながら高知市に入る。国道32号を高知市街に進めていくと、高知市のはりまや交差点を直進し、県庁前交差点で終点だが、はりまや交差点を右折してJR四国]土讃線 高知駅までの区間も国道32号である。そのはりまや交差点を右折してすぐ渡る橋がはりまや橋である。

### 別名
- 金毘羅街道
  - 高松街道（高松市 - まんのう町）
  - 阿波別街道（まんのう町 - 三好市）
- 徳島北街道
- はりまや通り（支線部分）
- 電車通り（高知市内で土佐電鉄線との並走区間）

### バイパス

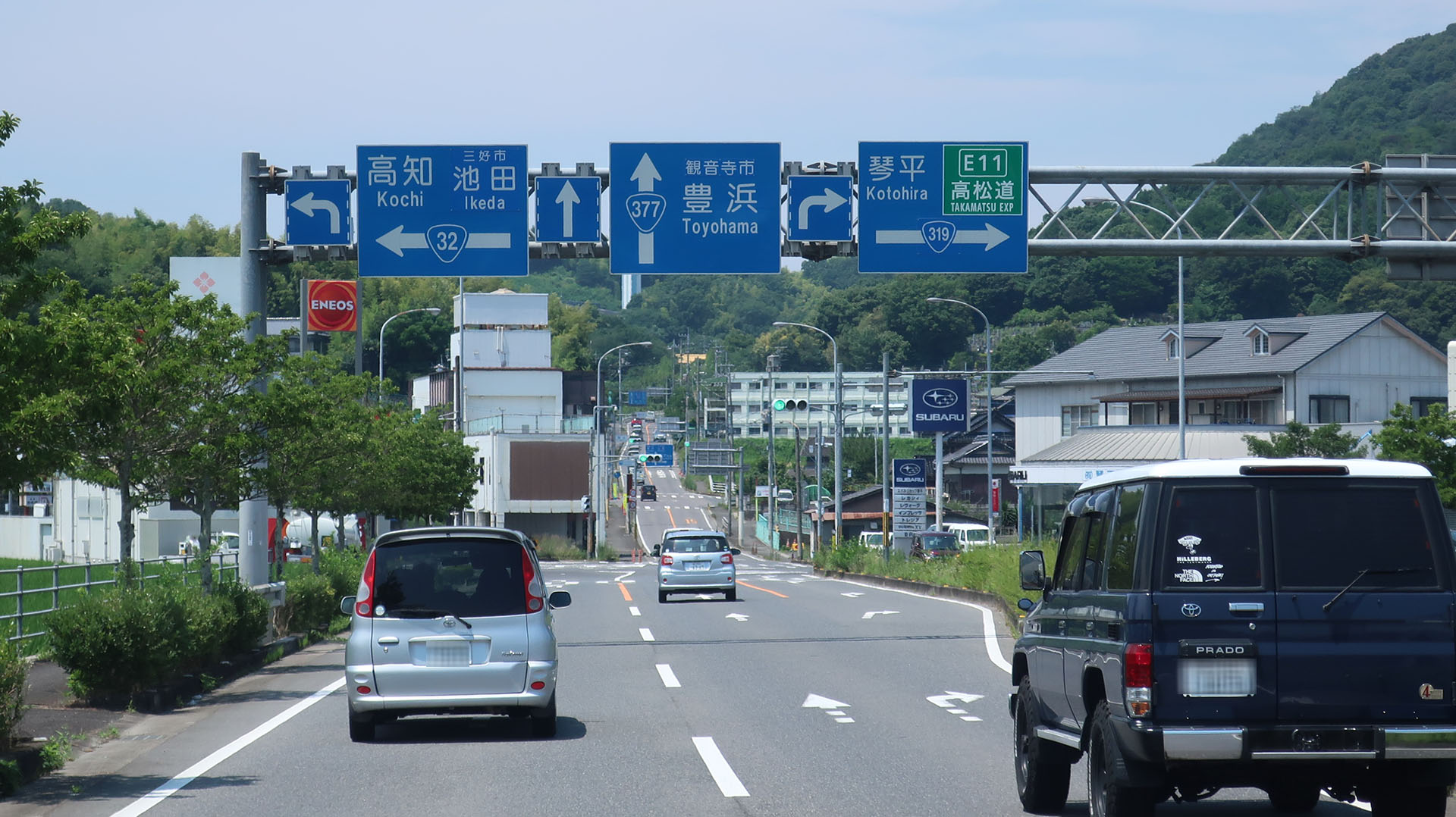
綾南・綾歌・満濃バイパス
国道319号、国道377号分岐付近
香川県仲多度郡まんのう町

- 高松南バイパス
- 円座バイパス
- 綾南・綾歌・満濃バイパス
- 猪ノ鼻道路
- 池田バイパス（三好市）

三好郡池田町中心市街地（現・三好市）を避ける経路（吉野川右岸沿）に、渋滞の解消と交通安全の確保を目的に建設されたバイパス道路。それまでの国道32号（現徳島県道5号）は池田町の人口密集地区を通過していた。1969年整備開始し、1977年供用。主な構造物に池田トンネルなど。同時期に池田町白地では老朽化した三好橋に代わる新たな交通の要衝「池田大橋」も整備された。
- 井川インター関連（三好市）

徳島自動車道の利用を円滑にするために建設されたバイパス道路。それまで讃岐山脈を下ってきた国道32号は三好大橋（現徳島県道5号）で吉野川を渡っていたが、池田町州津を西進する道路（徳島県道267号白地州津線を編入のうえ拡幅）と井川池田インターチェンジの入口交差点のほぼ対岸の地点で渡河する四国中央橋を新たに整備した。2003年3月全線供用開始。
- 高知東道路
- 南国バイパス

### 重複区間

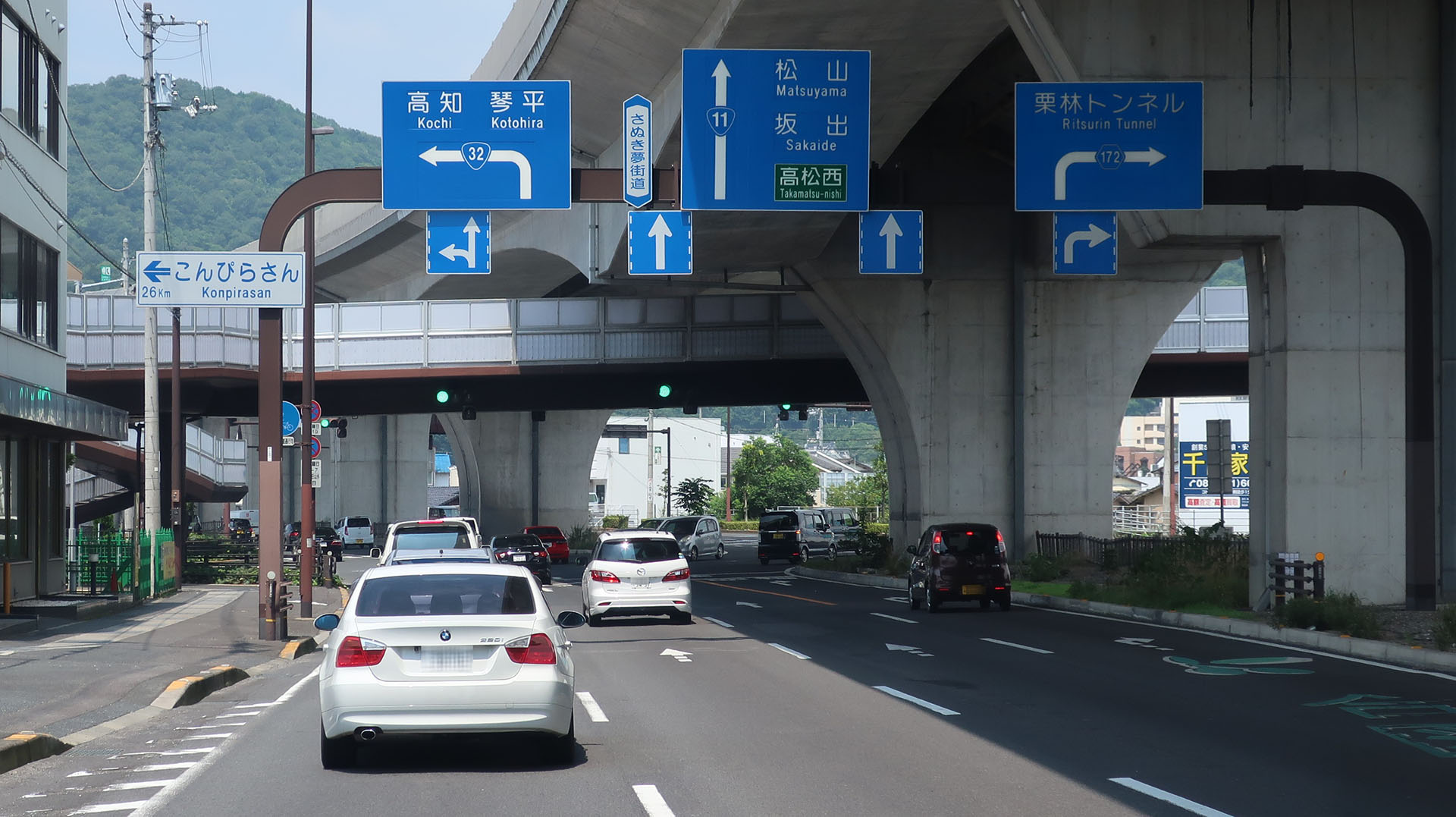
国道11号（重複区間）からの分岐
香川県高松市田村町・峰山口交差点

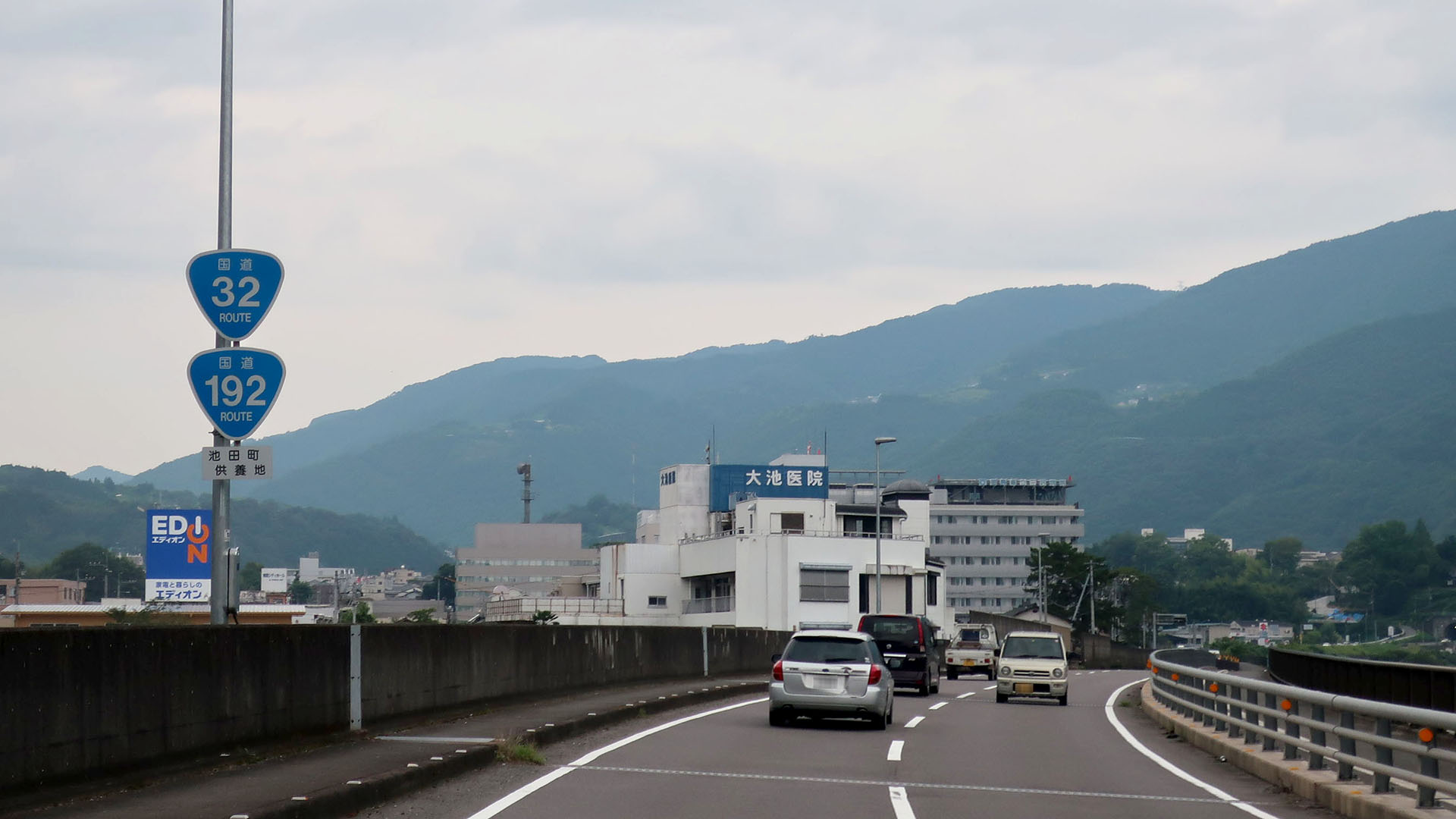
国道192号との重複区間
徳島県三好市池田町

- 国道193号・国道492号（香川県高松市中新町・中新町交差点（起点） - 高松市上天神町・上天神町交差点）
- 国道11号（香川県高松市中新町・中新町交差点（起点） - 高松市田村町・峰山口交差点）
- 国道377号（香川県丸亀市綾歌町栗熊東・新羽床口交差点 - 仲多度郡まんのう町買田・買田東交差点）
- 国道319号（香川県仲多度郡まんのう町買田・買田東交差点 - 徳島県三好市山城町末貞）
- 国道192号（徳島県三好市井川町西井川・井川池田IC入口交差点[24] - 三好市池田町白地）
- 国道439号（高知県長岡郡大豊町西土居 - 長岡郡大豊町高須）
- 国道55号・国道493号（高知県高知市介良甲 - 高知市本町4丁目・県庁前交差点（終点））
- 国道195号（高知県高知市知寄町3丁目・知寄町三丁目交差点 - 高知市本町4丁目・県庁前交差点（終点））
- 国道56号・国道197号（高知県高知市知寄町1丁目・知寄町1丁目交差点 - 高知市本町4丁目・県庁前交差点（終点））

### 道路施設

#### 橋梁

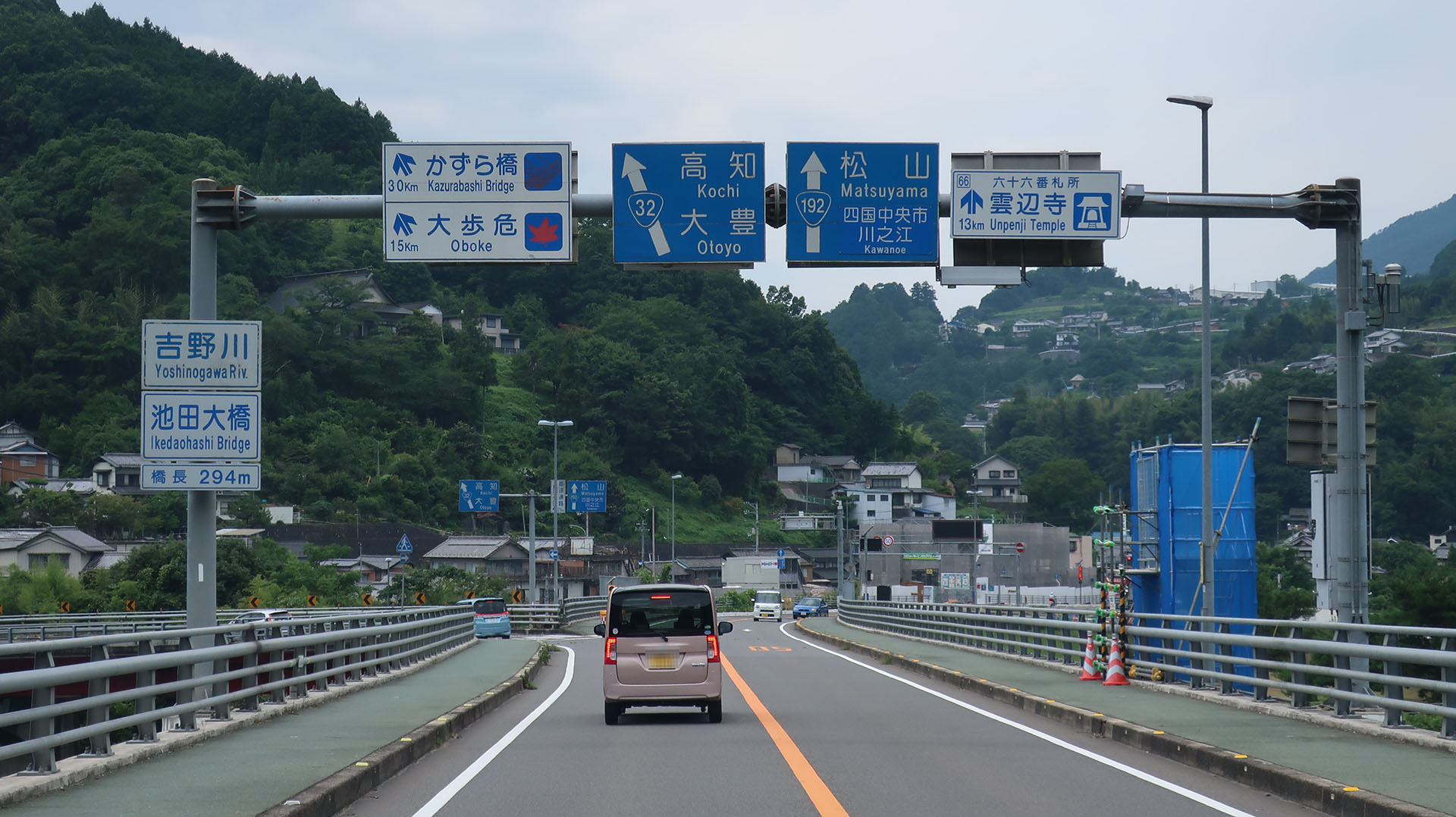
池田大橋（徳島県三好市池田町）
国道192号分岐付近

- 香川県
  - 成合大橋（香東川、高松市）
  - 西山崎橋（古川、高松市）
  - 福家高架橋（本津川、高松市）
  - 新お寺川橋（御寺川、綾歌郡綾川町）
  - 北条池橋（綾歌郡綾川町）
  - 新滝宮橋（延長110 m、綾歌郡綾川町）
  - ごうみ橋（買田川、仲多度郡まんのう町）
- 徳島県
  - 新込野橋（延長42.5 m、新鮎苦谷川、三好市）
  - 箸蔵第1橋（延長30 m、新鮎苦谷川、三好市）
  - 箸蔵第2橋（延長73.5 m、新鮎苦谷川、三好市）
  - 箸蔵第3橋（延長99.0 m、新鮎苦谷川、三好市）
  - 四国中央橋（延長548 m、幅員14.5 m、2002年（平成14年）完成[24]、吉野川、三好市）
  - 池田第二橋（弥十柳川、三好市）
  - 池田大橋（延長294 m、幅員11.5 m、1976年（昭和51年）完成、吉野川、三好市）
- 高知県
  - 豊永大橋（吉野川、長岡郡大豊町）
  - 長瀞橋（吉野川、長岡郡大豊町）
  - 吉野川橋（吉野川、長岡郡大豊町）
  - 新領石橋（領石川、南国市）
  - 左右山川橋（左右山川、南国市）
  - 笠ノ川大橋（笠ノ川川、南国市）
  - 八幡橋（笠ノ川川、南国市）
  - 岡豊大橋（国分川、南国市）
  - 小篭橋（小篭川、南国市）
  - 明見川橋（明見川橋、高知市）
  - 新葛島橋（延長154.6 m、国分川、高知市)
  - 木屋橋（新堀川、高知市）

#### トンネル
- 香川県

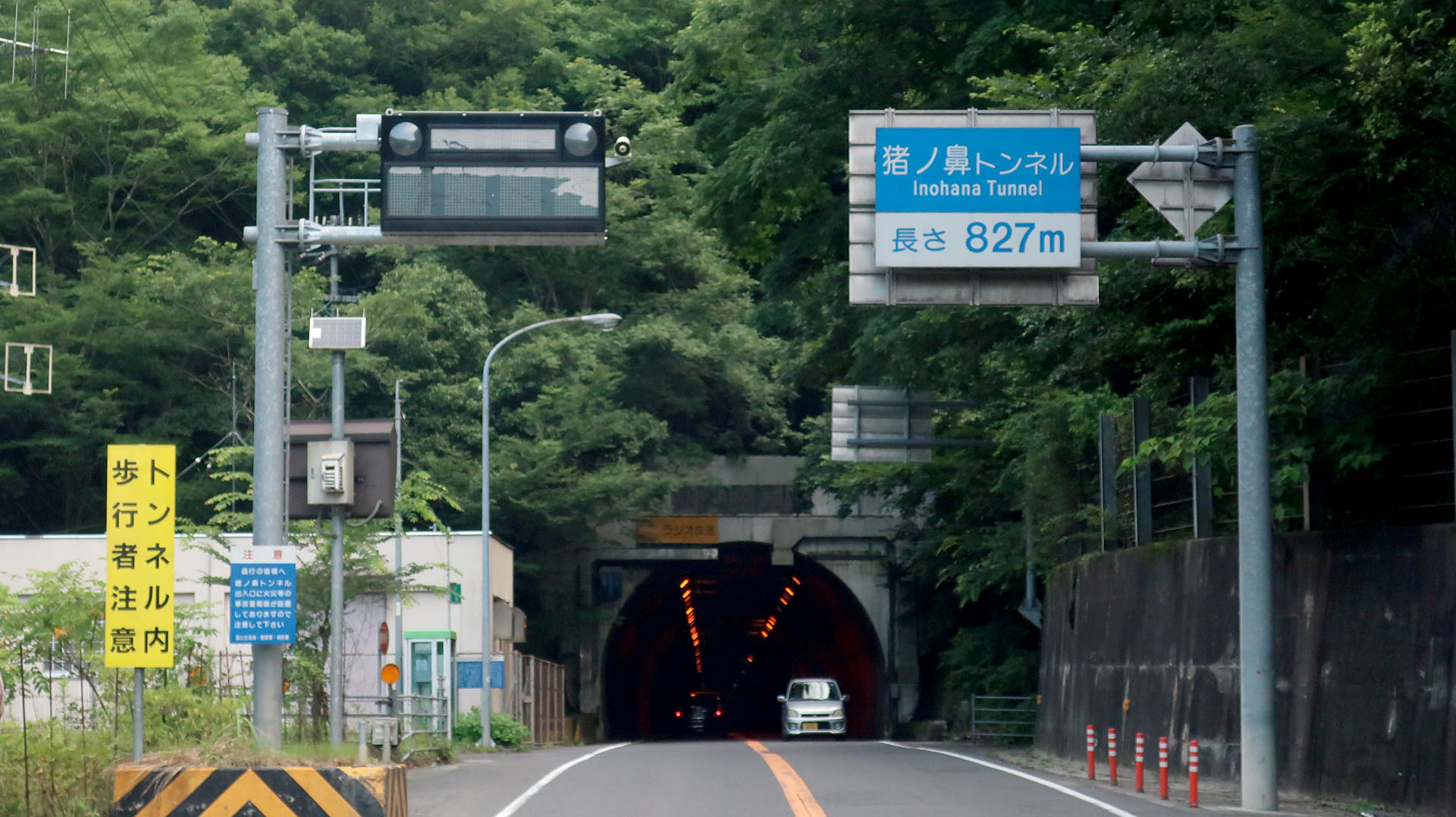
猪之鼻隧道
徳島県三好市池田町

  - 新猪之鼻トンネル：延長4,187 m、2020年（令和2年）竣工、三豊市 - 徳島県三好市
- 徳島県
  - 西山トンネル：延長2,115 m、2020年（令和2年）竣工、三好市
  - 箸蔵第1トンネル：延長155 m、2020年（令和2年）竣工、三好市
  - 箸蔵第2トンネル：延長275 m、2020年（令和2年）竣工、三好市
  - 池田トンネル：延長84 m、1976年（昭和51年）竣工、三好市
  - 下名隧道：延長144 m、1965年（昭和40年）竣工、三好市
- 高知県
  - 大豊トンネル延長1,605 m、幅員8.5 m、1978年（昭和53年）竣工、長岡郡大豊町
  - 一ノ瀬トンネル：延長492 m、1975年（昭和50年）竣工、長岡郡大豊町
  - 戸手野トンネル：延長602 m、幅員10.3 m、2003年（平成15年）竣工、長岡郡大豊町

#### ロックシェッド
- 徳島県
  - 込野洞門：延長60 m、幅員8 m、1973年（昭和48年）竣工、三好市
  - 大歩危洞門：延長85 m、幅員8 m、1975年（昭和50年）竣工、三好市
- 高知県
  - 大久保洞門：延長75 m、幅員7 m、1975年（昭和50年）竣工、長岡郡大豊町
  - 板木野洞門：延長242 m、幅員7 m、1989年（平成元年）竣工、長岡郡大豊町

#### 道の駅
- 香川県
  - 滝宮（綾歌郡綾川町）
  - 空の夢もみの木パーク（仲多度郡まんのう町）
  - たからだの里さいた（三豊市）
- 徳島県
  - 大歩危（三好市山城町）
- 高知県
  - 大杉（長岡郡大豊町）
  - 南国風良里（南国市）

### 事前通行規制区間
1966年（昭和43年）12月に異常気象時における事前通行規制区間が定められた。2009年度（平成21年度）現在は、下記のとおり。
| 区間                                                        | 延長    | 規制内容                       |
| ----------------------------------------------------------- | ------- | ------------------------------ |
| 香川県三豊市財田町財田上字奥の内 - 徳島県三好市池田町箸蔵間 | 11.0 km | 連続雨量250 mm以上の場合通行止 |
| 徳島県三好市池田町白地 - 徳島県三好市山城町西宇字島の上間   | 14.5 km | 連続雨量250 mm以上の場合通行止 |
| 徳島県三好市山城町西宇字島の上 - 高知県長岡郡大豊町高須間   | 26.3 km | 連続雨量250 mm以上の場合通行止 |
| 高知県長岡郡大豊町小川 - 高知県長岡郡大豊町角茂谷間         | 06.2 km | 連続雨量250 mm以上の場合通行止 |

- このうち三豊市財田町財田上地内0.96 km（猪ノ鼻道路起点まで）は、猪ノ鼻道路の整備に合わせて防災対策工事が行われ、開通に先立って2020年（令和2年）8月3日に解除された[25]。残りの区間は猪ノ鼻道路の開通に伴い、2021年（令和3年）4月1日付で国道指定が取り消された[26]。

交通規制を参照

### 交通量
（右の「表示」を押す）

## 地理

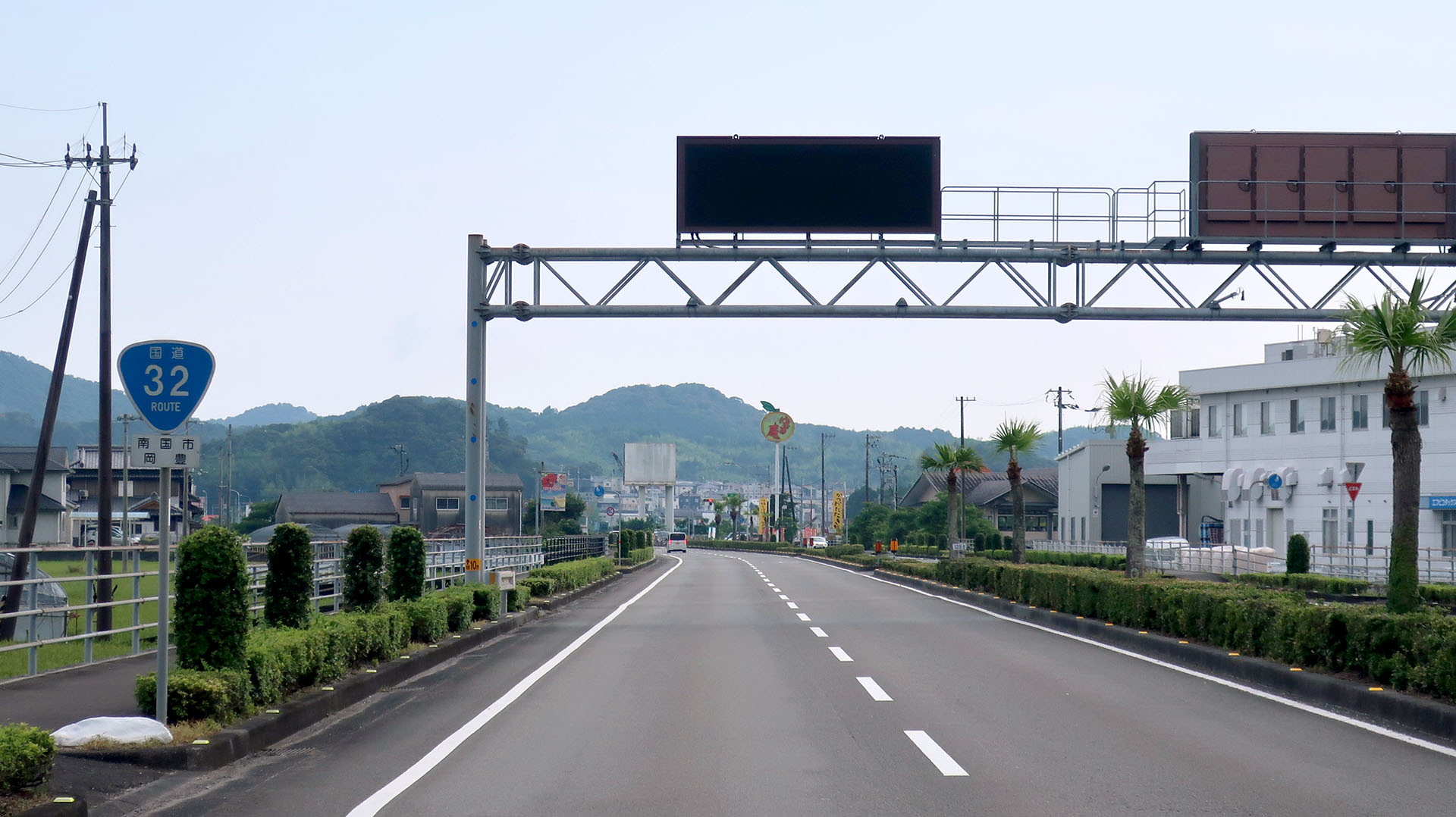
高知東道路
高知県南国市岡豊町

### 通過する自治体
- 香川県
  - 高松市 - 綾歌郡綾川町 - 丸亀市 - 仲多度郡まんのう町 - 三豊市
- 徳島県
  - 三好市
- 高知県
  - 長岡郡大豊町 - 香美市 - 南国市 - 高知市 - 南国市 - 高知市

### 交差する道路

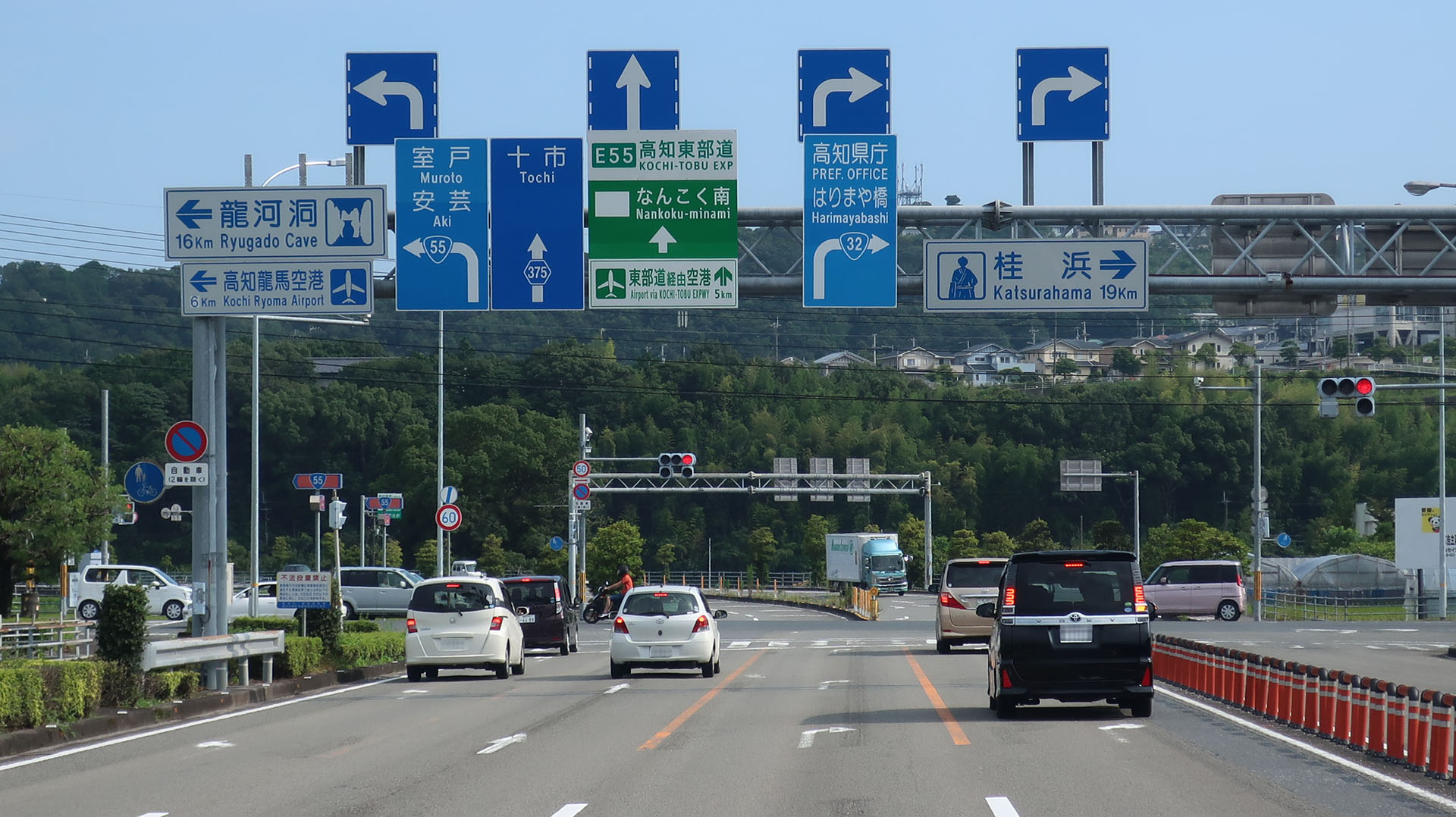
国道55号との分岐
高知県高知市介良甲

| 交差する道路 | 都道府県名 | 市町村名 | 市町村名   | 交差する場所                                   | 交差する場所                      |
| --- | ---------- | -------- | ---------- | ---------------------------------------------- | --------------------------------- |
| 国道11号 重複区間起点 国道30号 国道193号 重複区間起点 国道436号 国道492号 重複区間起点 香川県道33号高松善通寺線 香川県道43号中徳三谷高松線 / 旧道 香川県道155号牟礼中新線 | 香川県     | 高松市   | 高松市     | 中新町                                         | 中新町交差点 / 起点               |
| 香川県道160号高松港栗林公園線 | 香川県     | 高松市   | 高松市     | 栗林町1丁目                                    | 栗林公園前交差点                  |
| 香川県道266号勅使室新線 | 香川県     | 高松市   | 高松市     | [室新町                                        | 室新町交差点                      |
| 国道193号 重複区間終点 国道492号 重複区間終点 | 香川県     | 高松市   | 高松市     | 上天神町                                       | 上天神町交差点                    |
| 香川県道172号川東高松線 重複区間起点 | 香川県     | 高松市   | 高松市     | 上天神町                                       | 上天神町西交差点                  |
| 国道11号 重複区間終点 香川県道172号川東高松線 重複区間終点 | 香川県     | 高松市   | 高松市     | 田村町                                         | 峰山口交差点                      |
| 香川県道171号国分寺太田上町線 | 香川県     | 高松市   | 高松市     | 勅使町                                         | 田中東交差点                      |
| 香川県道269号塩江香川高松自転車道線 | 香川県     | 高松市   | 高松市     | 成合町                                         | [ 注釈 11 ]                       |
| 香川県道44号円座香南線 | 香川県     | 高松市   | 高松市     | 円座町                                         | 成合大橋西交差点                  |
| 香川県道282号高松琴平線 | 香川県     | 高松市   | 高松市     | 円座町                                         | 下円座交差点                      |
| 香川県道12号三木国分寺線 | 香川県     | 高松市   | 高松市     | 円座町                                         | 西永井交差点                      |
| 香川県道44号円座香南線 / バイパス | 香川県     | 高松市   | 高松市     | 西山崎町                                       |                                   |
| 香川県道170号岡本香川線 | 香川県     | 高松市   | 高松市     | 西山崎町                                       | 越谷池東交差点                    |
| 香川県道39号国分寺中通線 | 香川県     | 高松市   | 高松市     | 国分寺町福家                                   | 相生北交差点                      |
| 香川県道13号三木綾川線 | 香川県     | 綾歌郡   | 綾川町     | 陶                                             | 一本松交差点                      |
| 香川県道17号府中造田線 | 香川県     | 綾歌郡   | 綾川町     | 陶                                             | 綾川町陶交差点                    |
| 香川県道183号綾川国分寺線 | 香川県     | 綾歌郡   | 綾川町     | 滝宮                                           | 北小路西交差点                    |
| 香川県道282号高松琴平線 重複区間起点 | 香川県     | 綾歌郡   | 綾川町     | 小野                                           |                                   |
| 国道377号 重複区間起点 | 香川県     | 丸亀市   | 丸亀市     | 綾歌町栗熊東                                   | 新羽床口交差点                    |
| 香川県道22号善通寺綾歌線 | 香川県     | 丸亀市   | 丸亀市     | 綾歌町栗熊東                                   |                                   |
| 香川県道282号高松琴平線 重複区間終点 | 香川県     | 丸亀市   | 丸亀市     | 綾歌町岡田下                                   |                                   |
| 国道438号 | 香川県     | 丸亀市   | 丸亀市     | 綾歌町岡田下                                   |                                   |
| 国道438号 / バイパス | 香川県     | 丸亀市   | 丸亀市     | 綾歌町岡田上                                   |                                   |
| 香川県道47号岡田善通寺線 | 香川県     | 丸亀市   | 丸亀市     | 綾歌町岡田上                                   | [ 注釈 12 ]                       |
| 香川県道195号岡田丸亀線 重複区間起点 | 香川県     | 丸亀市   | 丸亀市     | 綾歌町岡田上                                   |                                   |
| 香川県道195号岡田丸亀線 重複区間終点 | 香川県     | 丸亀市   | 丸亀市     | 綾歌町岡田上                                   |                                   |
| 香川県道282号高松琴平線 | 香川県     | 仲多度郡 | まんのう町 | 羽間                                           | [ 注釈 12 ]                       |
| 香川県道46号長尾丸亀線 | 香川県     | 仲多度郡 | まんのう町 | 羽間                                           | 安造田交差点                      |
| 香川県道199号炭所西善通寺線 | 香川県     | 仲多度郡 | まんのう町 | 吉野下                                         | 杉の上西交差点                    |
| 香川県道200号まんのう善通寺線 | 香川県     | 仲多度郡 | まんのう町 | 吉野下                                         |                                   |
| 香川県道・徳島県道4号丸亀三好線 香川県道190号炭所東琴平線 重複 | 香川県     | 仲多度郡 | まんのう町 | 四條                                           |                                   |
| 香川県道・徳島県道4号丸亀三好線 | 香川県     | 仲多度郡 | まんのう町 | 五條                                           | [ 注釈 14 ]                       |
| 国道319号 重複区間起点 国道377号 重複区間終点 | 香川県     | 仲多度郡 | まんのう町 | 買田                                           | 買田東交差点                      |
| 香川県道208号大麻琴平買田線 | 香川県     | 仲多度郡 | まんのう町 | 買田                                           | 買田南交差点                      |
| 香川県道197号財田まんのう線 | 香川県     | 三豊市   | 三豊市     | 財田町財田上                                   | 道上橋西交差点                    |
| 香川県道202号春日讃岐財田停車場線 重複区間起点 | 香川県     | 三豊市   | 三豊市     | 財田町財田上                                   |                                   |
| 香川県道202号春日讃岐財田停車場線 重複区間終点 | 香川県     | 三豊市   | 三豊市     | 財田町財田上                                   |                                   |
| 香川県道218号財田上高瀬線 | 香川県     | 三豊市   | 三豊市     | 財田町財田上                                   |                                   |
| 香川県道・徳島県道5号観音寺池田線 重複区間起点 | 香川県     | 三豊市   | 三豊市     | 財田町財田上                                   | たからだの里さいた交差点          |
| 香川県道・徳島県道5号観音寺池田線 重複区間終点 | 香川県     | 三豊市   | 三豊市     | 財田町財田上                                   |                                   |
| 徳島県道267号白地州津線 重複区間起点 | 徳島県     | 三好市   | 三好市     | 池田町州津                                     |                                   |
| 徳島県道267号白地州津線 重複区間終点 | 徳島県     | 三好市   | 三好市     | 池田町州津                                     |                                   |
| E32 徳島自動車道 国道192号 重複区間起点 香川県道・徳島県道5号観音寺池田線 重複区間起点                                                                                    | 徳島県     | 三好市   | 三好市     | 井川町西井川                                   | 井川池田IC入口交差点 6 井川池田IC |
| 香川県道・徳島県道5号観音寺池田線 重複区間終点 | 徳島県     | 三好市   | 三好市     | 池田町ヤマダ                                   |                                   |
| 香川県道・徳島県道5号観音寺池田線 | 徳島県     | 三好市   | 三好市     | 池田町ウヱノ                                   |                                   |
| 国道192号 重複区間終点 徳島県道268号野呂内三縄停車場線 重複区間起点 | 徳島県     | 三好市   | 三好市     | 池田町白地                                     |                                   |
| 徳島県道268号野呂内三縄停車場線 重複区間終点 | 徳島県     | 三好市   | 三好市     | 池田町白地                                     |                                   |
| 徳島県道270号一宇祖谷口停車場線 重複区間起点 | 徳島県     | 三好市   | 三好市     | 山城町下川                                     | 山城町祖谷口交差点                |
| 徳島県道32号山城東祖谷山線 徳島県道270号一宇祖谷口停車場線 重複区間終点                                                                                                   | 徳島県     | 三好市   | 三好市     | 山城町下川                                     |                                   |
| 国道319号 重複区間終点 | 徳島県     | 三好市   | 三好市     | 山城町末貞                                     |                                   |
| 徳島県道271号粟山殿野線 | 徳島県     | 三好市   | 三好市     | 山城町重実                                     |                                   |
| 徳島県道272号上名西宇線 | 徳島県     | 三好市   | 三好市     | 山城町上名                                     |                                   |
| 徳島県道45号西祖谷山山城線 徳島県道163号大歩危停車場線 | 徳島県     | 三好市   | 三好市     | 山城町上名                                     |                                   |
| 高知県道259号土佐岩原停車場線 | 高知県     | 長岡郡   | 大豊町     | 大久保                                         |                                   |
| 国道439号 重複区間起点 国道492号 徳島県道・高知県道113号東祖谷山大杉停車場線 重複区間起点                                                                                 | 高知県     | 長岡郡   | 大豊町     | 西土居                                         |                                   |
| 徳島県道・高知県道113号東祖谷山大杉停車場線 重複区間終点 | 高知県     | 長岡郡   | 大豊町     | 西土居                                         |                                   |
| 高知県道261号大田口停車場線 | 高知県     | 長岡郡   | 大豊町     | 寺内                                           | 大豊町寺内交差点                  |
| 高知県道262号磯谷本山線 | 高知県     | 長岡郡   | 大豊町     | 磯谷                                           |                                   |
| 徳島県道・高知県道113号東祖谷山大杉停車場線 重複区間起点 | 高知県     | 長岡郡   | 大豊町     | 穴内                                           |                                   |
| 国道439号 重複区間終点 高知県道17号本川大杉線 | 高知県     | 長岡郡   | 大豊町     | 高須                                           |                                   |
| 徳島県道・高知県道113号東祖谷山大杉停車場線 重複区間終点 | 高知県     | 長岡郡   | 大豊町     | 高須                                           |                                   |
| ふるさと林道梶ヶ森スカイライン | 高知県     | 長岡郡   | 大豊町     | 小川                                           |                                   |
| 高知県道266号角茂谷停車場線 | 高知県     | 長岡郡   | 大豊町     | 馬瀬                                           |                                   |
| 高知県道254号繁藤西町線 | 高知県     | 長岡郡   | 香美市     | 土佐山田町繁藤                                 |                                   |
| 高知県道268号蟹越繁藤線 | 高知県     | 長岡郡   | 香美市     | 土佐山田町繁藤                                 |                                   |
| 高知県道253号新改停車場線 | 高知県     | 南国市   | 南国市     | 成合                                           |                                   |
| 高知県道33号南国伊野線 重複区間起点 | 高知県     | 南国市   | 南国市     | 宍崎                                           |                                   |
| 高知県道33号南国伊野線 重複区間終点 | 高知県     | 南国市   | 南国市     | 宍崎                                           |                                   |
| 高知県道33号南国伊野線 高知県道384号北本町領石線 | 高知県     | 南国市   | 南国市     | 領石                                           |                                   |
| E32 高知自動車道 | 高知県     | 南国市   | 南国市     | 領石                                           | 10 南国IC                         |
| 高知県道45号南国インター線 重複区間起点 | 高知県     | 南国市   | 南国市     | 左右山                                         |                                   |
| 高知県道45号南国インター線 重複区間終点 | 高知県     | 南国市   | 南国市     | 左右山                                         |                                   |
| 高知県道256号久礼田笠ノ川線 | 高知県     | 南国市   | 南国市     | 左右山                                         |                                   |
| 高知県道249号後免中島高知線 | 高知県     | 南国市   | 南国市     | 岡豊町常通寺島（おこうちょうじょうつうじじま） |                                   |
| 国道195号 / バイパス | 高知県     | 南国市   | 南国市     | 岡豊町小篭                                     |                                   |
| 高知県道374号高知南国線 / 大津バイパス | 高知県     | 高知市   | 高知市     | 大津甲                                         |                                   |
| 国道195号 | 高知県     | 高知市   | 高知市     | 大津甲                                         |                                   |
| 国道55号 重複区間起点 国道493号 重複区間起点 高知県道375号なんこく南インター線                                                                                            | 高知県     | 高知市   | 高知市     | 介良甲                                         |                                   |
| 高知県道248号栗山大津線 | 高知県     | 高知市   | 高知市     | 介良乙                                         |                                   |
| 高知県道243号田村高須線 | 高知県     | 高知市   | 高知市     | 高須1丁目                                      | 高知市介良通り交差点              |
| 国道55号 / バイパス 高知県道376号高知南インター線 | 高知県     | 高知市   | 高知市     | 高須新町1丁目                                  | 高須新町一丁目交差点              |
| 国道195号 重複区間起点 | 高知県     | 高知市   | 高知市     | 知寄町3丁目                                    | 知寄町三丁目交差点                |
| 国道56号 重複区間起点 国道197号 重複区間起点 | 高知県     | 高知市   | 高知市     | 知寄町1丁目                                    | 知寄町一丁目交差点                |
| 国道32号 / 別線 高知県道34号桂浜はりまや線 | 高知県     | 高知市   | 高知市     | はりまや町1丁目                                | はりまや交差点                    |
| 国道33号 国道55号 重複区間終点 国道56号 重複区間終点 国道194号 国道195号 重複区間終点 国道197号 重複区間終点 国道493号 重複区間終点                                       | 高知県     | 高知市   | 高知市     | 本町5丁目                                      | 県庁前交差点 / 起点               |

### 交差する鉄道
- 高徳線
- 高松琴平電気鉄道琴平線
- 土讃線

### 峠
- 香川県
  - 買田峠（標高99 m、仲多度郡まんのう町）
  - 樅ノ木峠（標高186 m、仲多度郡まんのう町）
  - 猪ノ鼻峠（標高413 m、三豊市 - 徳島県三好市）
- 高知県
  - 根曳峠（標高395 m、香美市 - 南国市）